# Waschhaus (Mons-sur-Orge)

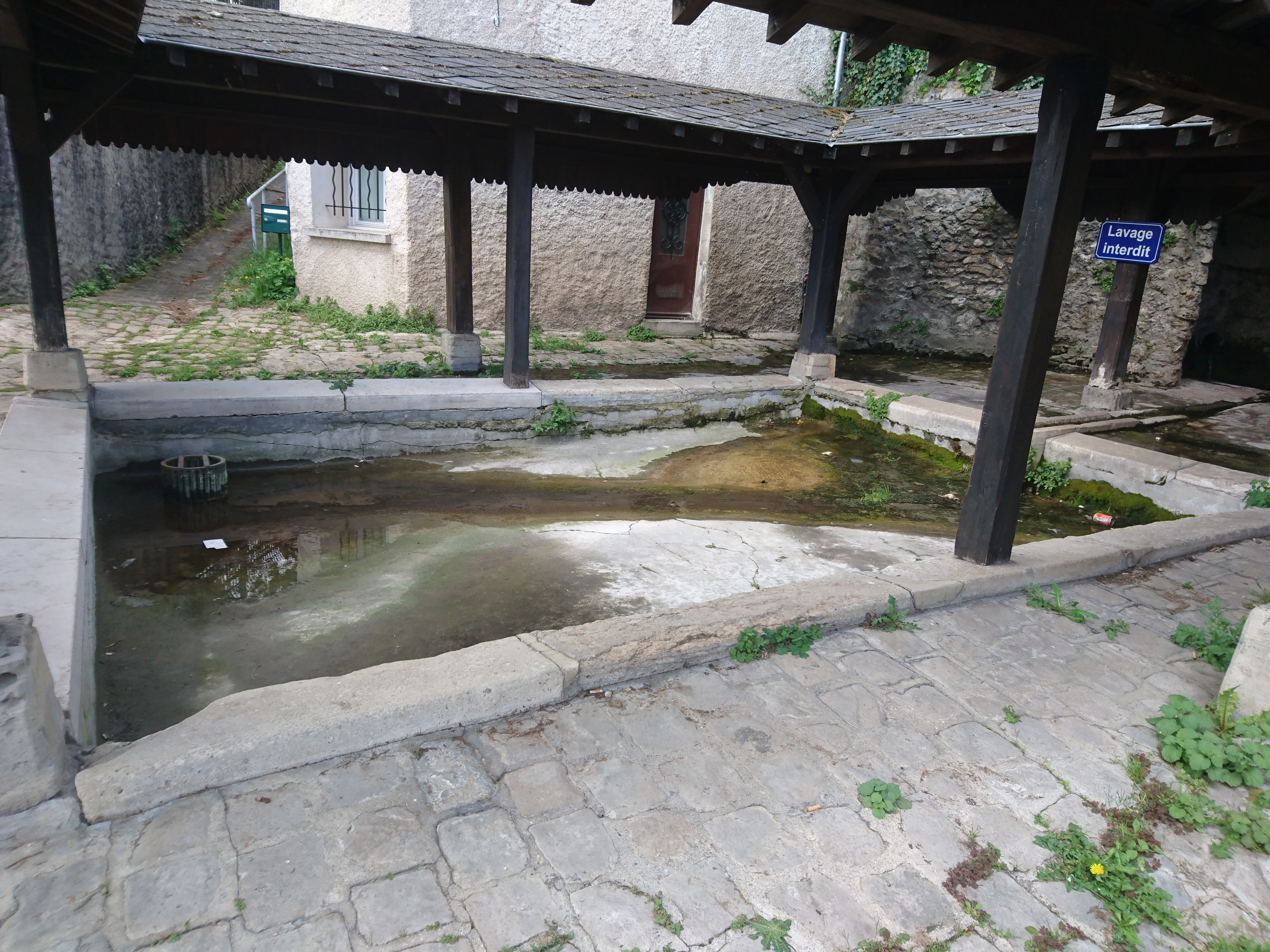
Waschhaus in Athis-Mons, im Hintergrund das Brunnenhaus

Das Waschhaus (französisch lavoir) in Mons-sur-Orge, einem Stadtteil der französischen Stadt Athis-Mons im Département Essonne der Region Île-de-France, wurde Ende des 18. Jahrhunderts errichtet.  
Das öffentliche Waschhaus in der Rue de la Montagne-de-Mons besitzt ein vierseitiges Pultdach auf Holzpfeilern, die ein Wasserbecken einrahmen. Dieses wird von einem Brunnen gespeist, der auch die Anwohner mit Wasser versorgte.